# Estación Plaza Municipal
La Plaza Municipal, es una estación del servicio de Transmetro que opera entre la Ciudad de Guatemala y Villa Nueva.
Está ubicada sobre la 6a. Avenida de la Zona 1  frente a la Municipalidad de Guatemala.
- Datos: Q21002824